# Îles Vierges des États-Unis aux Jeux olympiques d'hiver de 1998
Les Îles Vierges des États-Unis participent aux Jeux olympiques d'hiver de 1998 à Nagano au Japon du 7 au 22 février 1998. Il s'agit de leur 4e participation à des Jeux olympiques d'hiver. La délégation est composée de sept athlètes concourants dans deux sports, le porte-drapeau est le bobeur Paul Zar.

## Bobsleigh
| Athlète                                                   | Épreuve      | Course 1 | Course 1 | Course 2 | Course 2 | Course 3 | Course 3 | Course 4 | Course 4 | Total         | Total |
| Athlète                                                   | Épreuve      | Temps    | Rang     | Temps    | Rang     | Temps    | Rang     | Temps    | Rang     | Temps         | Rang  |
| --------------------------------------------------------- | ------------ | -------- | -------- | -------- | -------- | -------- | -------- | -------- | -------- | ------------- | ----- |
| Jeff Kromenhoek Zachary Zoller                            | bob à deux   | 56 s 77  | 33e      | 56 s 90  | 34e      | 56 s 71  | 33e      | 56 s 82  | 34e      | 3 min 47 s 20 | 33e   |
| Todd Schultz Keith Sudziarski                             | bob à deux   | 57 s 06  | 36e      | 57 s 10  | 35e      | 56 s 96  | 36e      | 57 s 19  | 36e      | 3 min 48 s 31 | 36e   |
| Christian Brown Jeff Kromenhoek Keith Sudziarski Paul Zar | bob à quatre | 55 s 80  | 30e      | 55 s 52  | 28e      | 55 s 84  | 28e      | NC       | NC       | 2 min 47 s 16 | 29e   |

## Luge
| Athlète        | Course 1 | Course 1 | Course 2 | Course 2 | Course 3 | Course 3 | Course 4 | Course 4 | Total          | Total |
| Athlète        | Temps    | Rang     | Temps    | Rang     | Temps    | Rang     | Temps    | Rang     | Temps          | Rang  |
| -------------- | -------- | -------- | -------- | -------- | -------- | -------- | -------- | -------- | -------------- | ----- |
| Anne Abernathy | 53 s 224 | 25e      | 52 s 652 | 23e      | 52 s 525 | 26e      | 52 s 306 | 34e      | 3 min 30 s 707 | 24e   |